# Гиндос, Луис де
Луи́с де Гиндо́с Хура́до (исп. Luis de Guindos Jurado; род. 16 января 1960, Мадрид) — испанский политик. Член Народной партии. Министр экономики Испании в правительстве Мариано Рахоя с 21 декабря 2011 года по 8 марта 2018 года. Вице-председатель Европейского центрального банка с 1 июня 2018 года.

## Биография
Де Гиндос получил экономическое образование в Мадридском университете Комплутенсе. В 1988—1996 годах работал исполнительным директором в финансовой компании AB Asesores. С 1996 года работал в министерстве экономики Испании, в 2002—2004 годах занимал должность государственного секретаря. В это время он также входил в состав правления железнодорожной компании RENFE, а также государственного холдинга по управлению государственными предприятиями и долями участия Sociedad Estatal de Participaciones Industriales.
В 2004 году де Гиндос был членом правления дочерней компании инвестиционного банка Lehman Brothers в Испании. После банкротства банка в 2008 году де Гиндос руководил в 2008—2010 годах финансовым отделом PricewaterhouseCoopers в Испании.
С декабря 2011 года занимал пост министра экономики Испании. Луису де Гиндосу приписывают восстановление экономики страны после кризиса еврозоны в 2009-2014 годах. Он также сыграл решающую роль в переговорах о выделении Евросоюзом 100 миллиардов евро на помощь пострадавшим сберегательным банкам Испании, а также в перестройке банковского сектора страны.